# Philémon
Philemon is een Franse surrealistische stripreeks, getekend en geschreven door de Franse tekenaar Fred, pseudoniem van Fred Othon Aristidès. De strip verscheen voor het eerst in 1965 in het Franse blad Pilote. In Nederland verscheen de strip van december 1971 tot en met 1973 in het blad Pep. Tot 1987 maakte Fred vijftien albums. Hij begon toen aan een 16e album (De trein naar straks, Frans: Le train où vont les choses) maar moest dit werk na 28 getekende pagina's staken. Door een hartoperatie en geheugenproblemen verscheen dit laatste album maar in het voorjaar van 2013. Fred Othon Aristidès overleed in april 2013.
In 2012 begon Uitgeverij HUM! met de volledige uitgave van alle Philemonverhalen in het Nederlands, te beginnen met "Het vogelverschrikkers vagevuur" dat in augustus 2012 verscheen. 

## Albums in het Nederlands
1. Avant la lettre
2. Philemon en de drenkeling van de A
3. Philemon en de wilde piano
4. Philemon en het luchtkasteel
5. Wie verre reizen doet... (herdruk: Op reis met de ongelover)
6. Simbabbad van Batbad
7. Het veldwachterseiland
8. Ondertussen op de tweede T
9. Het topje van de A
10. De ezelsheiland
11. De herherinnering
12. De kat met de negen staarten
13. Het geheim van Filistijn
14. Het vogelverschrikkers vagevuur
15. Die verduivelde schilder
16. De trein naar straks